# Ancilla
Ancilla is een geslacht van weekdieren uit de klasse van de Gastropoda (slakken).

## Soorten
- Ancilla acuminata (G. B. Sowerby II, 1859)
- Ancilla adelphe Kilburn, 1981
- Ancilla albisulcata (G. B. Sowerby I, 1830)
- Ancilla albozonata E. A. Smith, 1904
- Ancilla ampla (Gmelin, 1791)
- Ancilla atimovatae Kantor, Fedosov, Puillandre & Bouchet, 2016
- Ancilla boschi Kilburn, 1980
- Ancilla castanea (G. B. Sowerby I, 1830)
- Ancilla chrysoma Kilburn, 1981
- Ancilla cinnamomea Lamarck, 1801
- Ancilla djiboutina (Jousseaume, 1894)
- Ancilla eburnea (Deshayes, 1830)
- Ancilla exigua (G. B. Sowerby I, 1830)
- Ancilla farsiana Kilburn, 1981
- Ancilla faustoi H. R. Matthews, H. C. Matthews & Muniz Dijck, 1979
- Ancilla giaquintoi Bozzetti, 2006
- Ancilla guttata Boyer, 2015
- Ancilla inornata (E. A. Smith, 1879)
- Ancilla iota Kilburn, 1981
- Ancilla kaviengensis Kantor, Fedosov, Puillandre & Bouchet, 2016
- Ancilla lhaumeti Kantor, Fedosov, Puillandre & Bouchet, 2016
- Ancilla lineolata (A. Adams, 1853)
- Ancilla marmorata (Reeve, 1864)
- Ancilla matthewsi J. Q. Burch & R. L. Burch, 1967
- Ancilla minima Thiele, 1925
- Ancilla morrisoni Kantor, Fedosov, Puillandre & Bouchet, 2016
- Ancilla murrayi Kilburn, 1981
- Ancilla olsoni (Maxwell, 1992) †
- Ancilla ordinaria E. A. Smith, 1906
- Ancilla ovalis (G. B. Sowerby II, 1859)
- Ancilla pruinosa Boyer, 2015
- Ancilla rouillardi Kilburn, 1981
- Ancilla sarda (Reeve, 1864)
- Ancilla scaphella (G. B. Sowerby II, 1859)
- Ancilla sticta Kilburn, 1981
- Ancilla suavis Yokoyama, 1926
- Ancilla sultana Boyer, 2015
- Ancilla taylori Kilburn, 1981
- Ancilla testudae (Kilburn, 1977)
- Ancilla thomassini Kilburn, 1981
- Ancilla tronsoni (G. B. Sowerby II, 1859)
- Ancilla undulata Boyer, 2015
- Ancilla ventricosa (Lamarck, 1811)